# Ляндрес, Давид Моисеевич
Давид Моисеевич Ля́ндрес (1 [14] мая 1905, Березино, Минская губерния — 4 января 1983, Таганрог, Ростовская область) — советский специалист в области производства турбомеханизмов.

## Биография
Родился 1 (14 мая) 1905 года в Березино (ныне Минская область, Белоруссия) в семье пожарного.
Окончил Харьковский мех.-маш.-строительный институт (1933).
В 1938—1949 — главный конструктор ХТЗ.
В 1949—1953 — главный конструктор Калужского турбинного завода.
В 1953—1975 — главный конструктор, начальник СКБ завода «Красный гидропресс» в Таганроге. Под его руководством был разработан и освоен выпуск комплекса современных турбоагрегатов для судов и кораблей флота.
Умер 4 января 1983 года в Таганроге (Ростовская область).

## Награды и премии
- Сталинская премия третьей степени (1949) — за усовершенствование конструкции и технологии производства двигателей для боевых кораблей